# Head-Mounted display

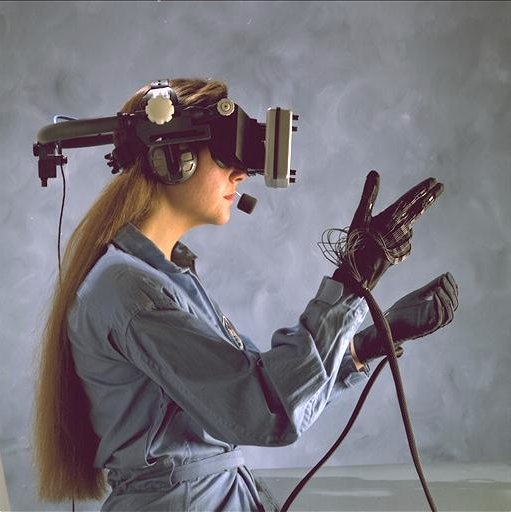
Una mujer con una pantalla montada en la cabeza en la década de 1980 y guantes de datos en el Centro de Investigación Ames de la NASA, con Tecnología háptica

Un Head-Mounted Display o HMD (literalmente en español Pantalla montada en la cabeza) es un dispositivo de visualización parecido a un casco, que permite reproducir imágenes creadas por ordenador sobre un ″display″, situado muy próximo a los ojos o directamente sobre la retina de los ojos. En este segundo caso, el HMD recibe el nombre de monitor virtual de retina.
Los HMD pueden ser:

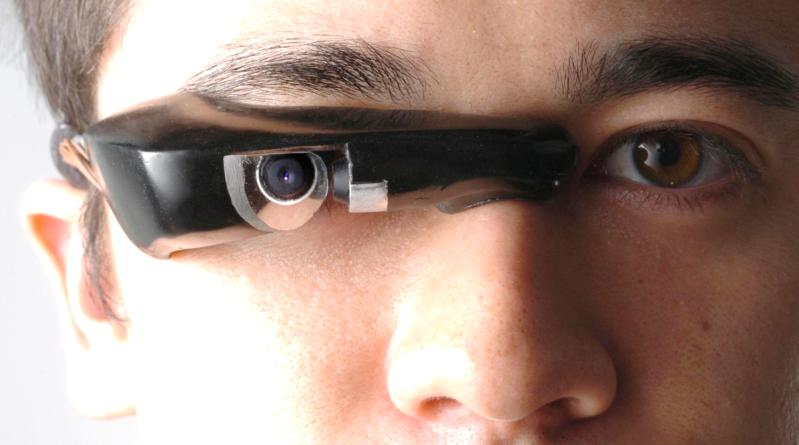
Imagen de un Head-Mounted Display monocular

- Monocular: las imágenes creadas por ordenador solo se reproducen sobre un ojo.

- Binocular: las imágenes creadas por ordenador se reproducen sobre los dos ojos, obteniendo así una imagen estereoscòpica.

Debido a su proximidad con los ojos, el Head-Mounted Display consigue que las imágenes visualizadas resulten mucho más grandes que las percibidas por las pantallas normales, y permiten incluso englobar todo el campo de visión del usuario. Gracias al hecho de que el "display" se encuentra sujeto a la cabeza, este puede seguir todos los movimientos del usuario, consiguiendo así que este se sienta integrado en los ambientes creados por el ordenador.
Algunos HMD reducen el campo de visión del usuario de forma que no tiene influencias visibles del entorno que lo rodea, permitiendo así la completa inmersión de este en una realidad virtual, puesto que solo percibirá las imágenes creadas por ordenador y reproducidas sobre el "display".
Por lo tanto, los Head-Mounted Displays, permiten al usuario ver parte del entorno que lo rodea e introducir en este objetos virtuales, introduciéndolo así en lo que se conoce coma realidad aumentada o realidad mixta, y el usuario puede, incluso, interaccionar con este entorno y los objetos virtuales que son proyectados.